# Rhinodoras gallagheri
Rhinodoras gallagheri és una espècie de peix de la família dels doràdids i de l'ordre dels siluriformes.

## Morfologia
- Els mascles poden assolir 15 cm de longitud total.[5]

## Hàbitat
És un peix d'aigua dolça i de clima tropical.

## Distribució geogràfica
Es troba a Sud-amèrica: Veneçuela (rius Apure, Capanaparo i Arauca) i Colòmbia (riu Aguas de Limón).